# Johnny Test
Johnny Test er en amerikansk/canadisk tegnefilmserie i 117 afsnit fordelt på 6 sæsoner udsendt siden 2005. En femte sæson med yderligere 27 afsnit forventes at få premiere i marts 2008. Serien sendes med dansk tale på Cartoon Network, Disney Channel & Disney XD.
Serien handler om drengen Johnny, hvis to søstre er videnskabsfolk, der laver eksperimenter og avanceret udstyr, som han tester af.

## Afsnit
| Sæson | Sæson | Segmenter | Afsnit | Oprindelig sendt       | Oprindelig sendt   | Oprindelig sendt                        |
| Sæson | Sæson | Segmenter | Afsnit | Start                  | Slut               | Netværk                                 |
| ----- | ----- | --------- | ------ | ---------------------- | ------------------ | --------------------------------------- |
|       | 1     | 26        | 13     | 1. januar 2005 (i USA) | 29. juli 2006      | Kids' WB (U.S.) Teletoon (Canada)       |
|       | 2     | 26        | 13     | 28. oktober 2006       | 12. maj 2007       | Kids' WB (U.S.) Teletoon (Canada)       |
|       | 3     | 26        | 13     | 22. september 2007     | 1. marts 2008      | Kids' WB (U.S.) Teletoon (Canada)       |
|       | 4     | 52        | 26     | 9. november 2009       | 12. september 2011 | Cartoon Network(U.S.) Teletoon (Canada) |
|       | 5     | 52        | 26     | 13. juni 2011          | 15. juni 2012      | Cartoon Network(U.S.) Teletoon (Canada) |
|       | 6     | 52        | 26     | 2. april 2013 (i USA)  | 25. december 2014  | Cartoon Network(U.S.) Teletoon (Canada) |

## Medvirkende

### Dansk Stemmer
- Johnny Test: Mathias Klenske
- Dukey: Jens Jacob Tychsen
- Hugh Test: Paul Hüttel
- Lila Test: Vibeke Dueholm
- Susan Test: Sasia Mølgaard
- Mary Test: Malene Tabart
- Sune Svanekier